# 社會生物學：新的综合
《社會生物學：新的综合》（Sociobiology: The New Synthesis）是美国生物学家E. O. 威尔逊在1975年出版的一本著作。该书标志着社会生物学这门学科的诞生，还引发了一场20世纪重要的科学争论。
威尔逊在书中以社会性昆虫为例, 系统描述了在生物群体中存在的各种社会行为，并由此提出了遗传决定论的观点：包括人类在内的所有社会行为, 都存在其遗传学基础。这遭到了以古生物学家史蒂芬·古爾德和遗传学家理查德·陆文顿等很多学者的强烈反对。认为他是社会达尔文主义者、种族主义者，威尔逊的遗传决定论观点可能为种族、阶层或者性别歧视提供一种合理的解释。